# Concentrische zonetheorie

Een grafische voorstelling van de concentrische zonetheorie
Pendelaarszone
Residentiële zone
Arbeidersklassezone
Transitiezone
Industriële zone
Centrale zakenbuurt

De concentrische zonetheorie of het concentrische zonemodel, ook bekend als het model van Burgess of het CCD-model, is een van de voornaamste theoretische modellen ter verklaring van urbane sociale structuren. Het werd gecreëerd door de socioloog Ernest Burgess in 1925.

## Het model
Burgess baseerde zich bij het ontwikkelen van het model op het menselijke ecologieperspectief en paste zijn model toe op Chicago. Het was het eerste model dat een verklaring poogde te geven aan de ruimtelijke verdeling van sociale groepen in urbane gebieden. Het model werd opgedeeld in concentrische ringen waarbij elke ring een verschillend landgebruik voorstelt. In het midden van het model bevindt zich het centrale zakendistrict (central business district). Het model is de stedelijke versie van het model van Johann Heinrich von Thünen dat een eeuw eerder ontwikkeld werd om het regionale landgebruik voor te stellen. Het vormde tevens de aanleiding voor de latere ontwikkel van het sectorenmodel van Homer Hoyt (1939) en het multiple nuclei model van Chauncy Harris en Edward Ullman (1945).
Het concentrische zonemodel maakt onderscheid tussen de volgende zones:
1. Het centrale zakendistrict (central business district)
2. Een transitiezone waar residentieel en commercieel landgebruik in elkaar overvloeien (zone of transition)
3. Een residentiële zone waar woningen van de arbeidersklasse te vinden zijn (inner suburbs), in latere decennia werd naar deze zone verwezen als the inner city (vrij vertaald als de binnenstad). In deze zone bevinden zich ook de woonsten van zelfstandigen.
4. Een zone bestaande uit woonsten van de beter gegoede middenklasse (outer suburbs), huizen in deze zone zijn van een betere kwaliteit.
5. Een pendelaarszone (commuter zone)

Bid rent curve

Het model van Burgess was tevens een inspiratiebron voor het ontwikkelen van de bid rent curve. Deze theorie stelt dat concentrische zones ontstaan door het bedrag dat mensen bereid zijn om te betalen voor een bepaald stuk grond. Deze waarde is gebaseerd op de winst die men zou kunnen maken mocht men zaken doen op dat stuk land. In het centrale stadsgedeelte bevinden zich het hoogst aantal klanten dus is het winstgevend om daar economische activiteiten te bedrijven. Industriëlen zullen een minder hoge budgettaire bovengrens hebben voor een stuk land aangezien zij voornamelijk geïnteresseerd zijn in de toegankelijkheid van hun stuk grond voor arbeiders, voor de aanvoer van grondstoffen en voor de uitvoer van gegenereerde producten. Particulieren die een woonst willen bouwen zullen door de hoge grondprijzen in het centrum vanuit economisch oogpunt aangemoedigd worden om stukken grond kopen in het omgevende gebied.

## Kritiek
Het model is reeds vaak ter discussie gesteld door hedendaagse urbane geografen. Ten eerste is het model geen accurate representatie voor steden die niet in de Verenigde Staten liggen, in het bijzonder in steden die ontwikkeld zijn in een specifieke historische context. Zelfs in de Verenigde Staten zijn steden niet langer op te delen in onderscheidbare zones door de recente transformatie van het transportnetwerk en de globale economie.